# 미국의 불교

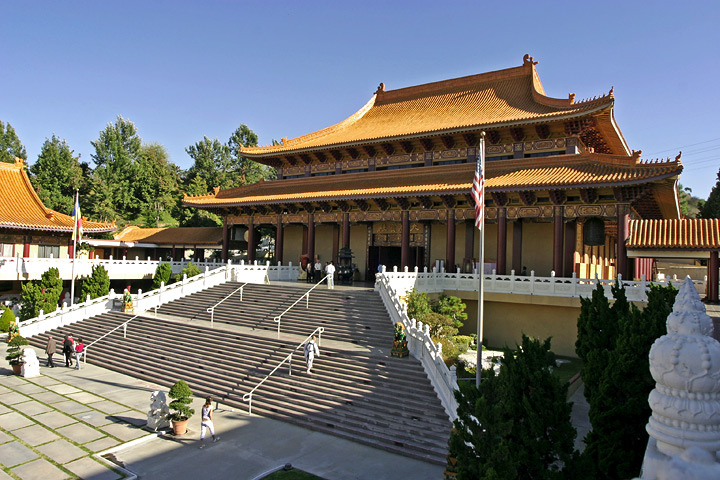
서구의 최대 불교 사찰인 캘리포니아의 서래사. 15 에이커의 면적을 차지한다.

미국의 불교는 기독교, 유대교, 무종교에 이어 미국 최대의 종교 가운데 하나이다. 아시아계 미국인들이 많이 믿는다.

## 불교 인구
미국에서 불교 신도의 수를 파악하는 것은 쉽지 않다. 불교 명상을 배우면서도 "불교도"라는 명칭을 붙이는 것을 꺼려하기도 하는 문화가 있기 때문이다.
연구들에 따르면, 미국 불교 신자는 200만에서 1천만 명으로 추산하고 있다. 1990년대, 로버트 서먼은 5백~6백만 명으로 추정했다. 로버트 서먼은 1997년 미국 타임지가 선정한 가장 영향력있는 25인 중 한 명이며, 달라이 라마로부터 비구계를 받은 최초의 미국인이다. 현재는 환속하여 불교학자, 작가로 활동 중이다.
2007년 Pew Research Center 여론조사에 따르면, 미국 불교 신자는 0.7%로, 기독교 (78.4%), 무종교 (10.3%), 유대교 (1.7%) 다음이었다.
스티브 잡스와 로버트 다우니 주니어는 유명한 미국인 불교도이다.

## 역사

### 20세기 초
20세기 초에는 일본계 승려들이 미국 대중에게 불교를 전파했다. 일본이 불교계 국가들 중에서는 가장 발달한 나라인 점도 원인 중의 하나이다.
1905년 샤쿠 소우엔이 미국의 부자 부부에 의해 미국으로 초대되어 체류했다. 그는 샌프란시스코에서 9개월간 살면서, 그 집에다 작은 젠도를 설립해서 정기적인 자젠 수업을 가르쳤다. 북아메리카의 최초의 선원이다.
샤쿠의 일본 본찰의 젊은 승려인 나이오겐 센자키가 샤쿠를 이었다. 미국에 체류하기를 원한 센자키는 가끔씩 샤쿠의 조언을 받으면서, 불교를 가르치기 전까지 17년간 일반인으로서 일했다. 일본 승려는 젊어서는 일반인으로 살고, 늙어서 승려가 된다. 1922 센자키는 선방을 임차했다. 1931년 센자키는 로스앤젤레스에 선방을 건축했다. 여기서 1958년까지 가르치고, 열반에 들었다.

### 현대 미국 불교
미국의 모든 젠 티처(선사)들이 일본 불교의 전통을 따르는 것은 아니다. 일부는 "찬"이라고 부르는 중국 불교의 젠을 가르치며, 한국 불교의 젠인 "선", 베트남 불교의 젠인 "씨엔"을 가르친다.

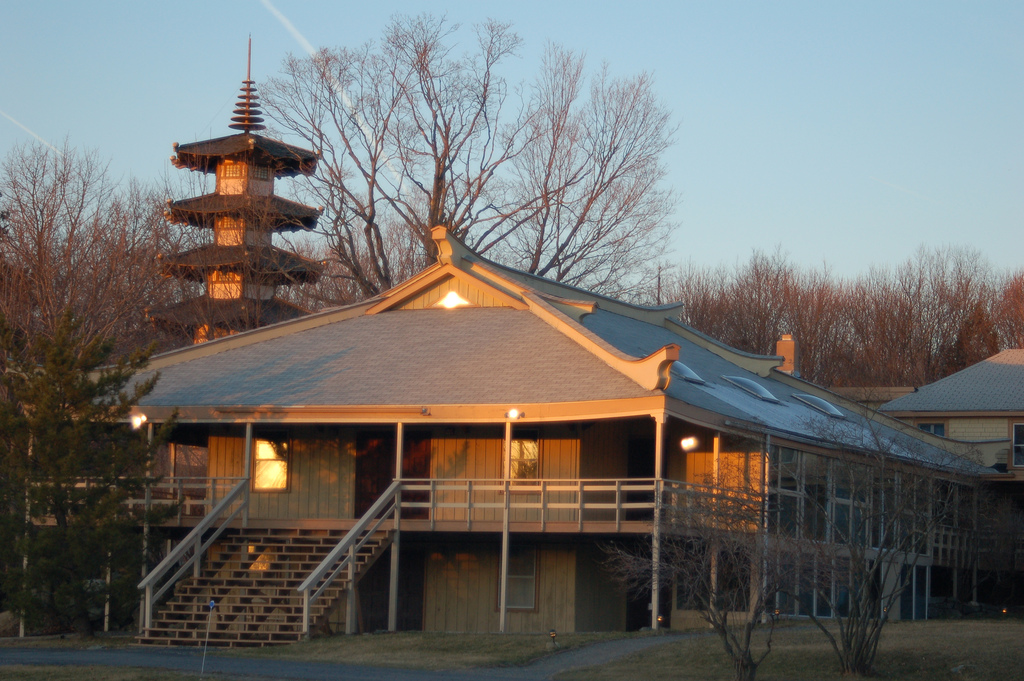
프로비던스 젠 센터는 관음스쿨의 본부이다.

조계종 충남 수덕사 출신인 숭산스님은 미국에서 유명한 한국 불교 선사였다. 그는 서울에 있는 화계사의 조실이었고, 홍콩, 일본에도 절을 세웠다. 1972년 미국으로 올 때에는 영어를 전혀 못했다. 로스앤젤레스로 오는 비행기 안에서 한국계 미국인 승객이 숭산에게 로드아일랜드 프로비던스에 있는 세탁소에 일자리를 제공했다. 오늘날 숭산의 관음스쿨의 본부가 되었다. 프로비던스에 도착한 지 얼마 안되어, 그는 프로비던스 젠 센터를 세웠다. 관음스쿨은 6대륙에 100여개의 젠 센터를 세웠다.

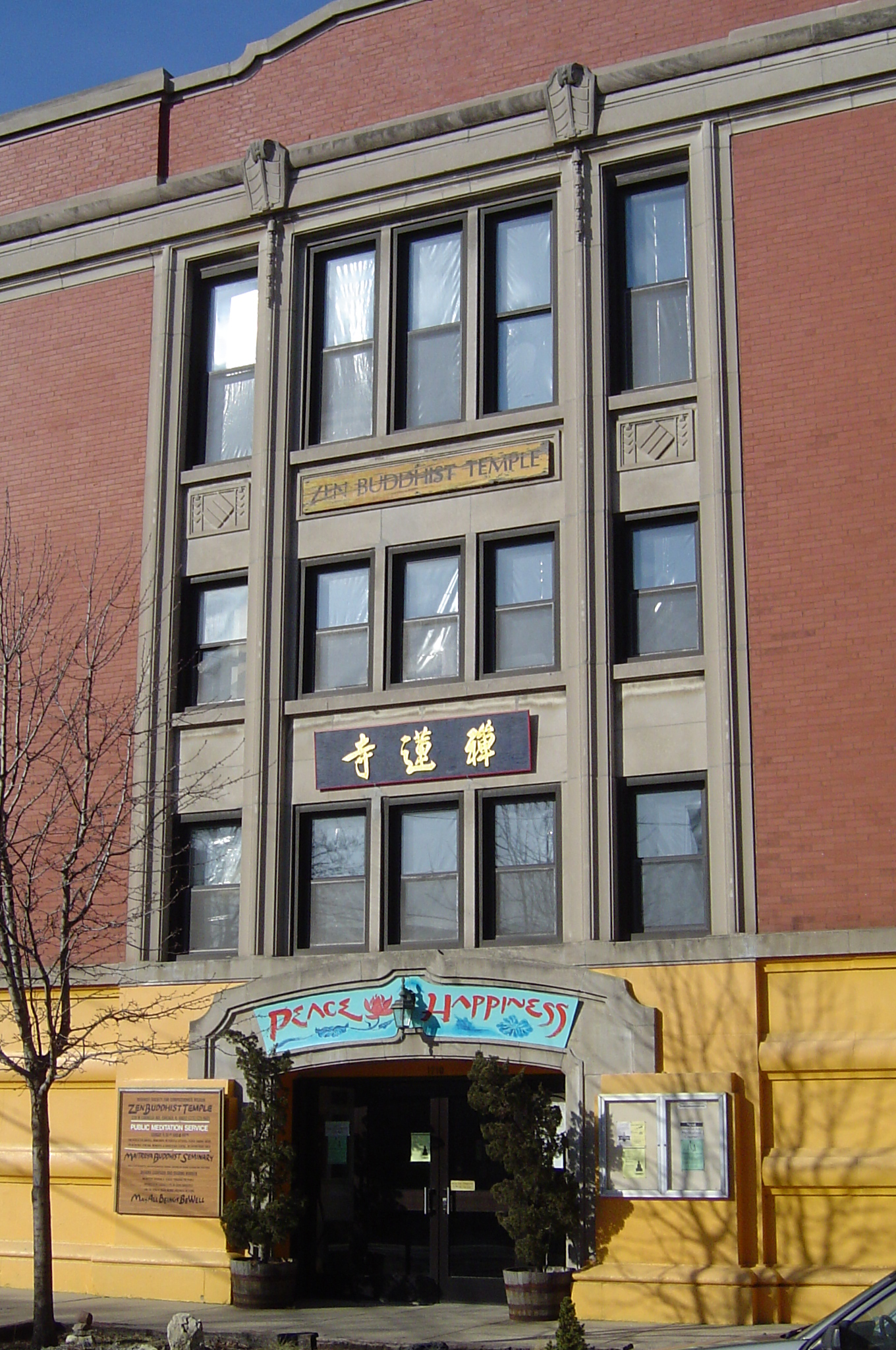
자혜불교회의 시카고 사찰

다른 한국인 젠 티처로는, 조계종 부산 범어사 출신인 삼우스님이 있다. 1971년 캐나다 토론토에 선불교 사찰을 세웠다. 그는 시카고와 멕시코시티에 사찰을 세운 자혜불교회(Buddhist Society for Compassionate Wisdom)의 대표이다. 자혜불교회의 승려는 결혼을 하여
 부부 둘 다 승려가 될 수도 있다.

## 같이 보기
- 미국 선불교 연대표